# San Juan Tecuaco
San Juan Tecuaco est une ville du Guatemala dans le département de Santa Rosa.

## Toponymie
Le nom Tecuaco vient du maya. Tec est issu de tex (serpent) et uaco de cuacl (pierre) et signifie donc "serpent de pierre".[réf. nécessaire]